# 129.º Regimiento Antiaéreo (motorizado)
El 129.º Regimiento Antiaéreo (motorizado) (Flak-Regiment. 129 (mot.)) fue una unidad de la Luftwaffe durante la Segunda Guerra Mundial.

## Historia
Fue formado el 2 de junio de 1940 en Fráncfort/Main. El 1 de enero de 1941 es reasignado a la IX Brigada Antiaérea. Reformado en mayo de 1941 a partir del Mando Aéreo de Francia Occidental.

## Comandantes
- Teniente coronel Franz Engel – (2 de junio de 1940 – 20 de junio de 1940)
- Coronel Eduard Muhr – (20 de junio de 1940 – abril de 1941)
- Teniente coronel Otto-Götz Ritter von Heilingbrunner – (mayo de 1941 – 21 de agosto de 1942)
- Coronel Karl Koch – (21 de agosto de 1942 – 28 de enero de 1945)
- Comandante Johann Springer – (12 de febrero de 1945 – 5 de mayo de 1945)

## Servicios
- junio de 1940 – abril de 1941: en Francia.
- 1 de febrero de 1943: en Dunkerque bajo la 16° División Antiaérea, con 252° Regimiento Antiaéreo, 253° Regimiento Antiaéreo(?), 415° Regimiento Antiaéreo y Sw. 469.
- mayo de 1943: en Dunkerque.
- 1 de noviembre de 1943: en Dunkerque bajo la 16° División Antiaérea, con 415° Regimiento Ligero Antiaéreo (v), Sw. 469 (v), 252° Regimiento Mixto Antiaéreo (v), 253° Regimiento Mixto Antiaéreo (v) y II./52° Regimiento Antiaéreo (motorizado mixto).
- 1 de enero de 1944: en Dunkerque bajo la 16° División Antiaérea, con 415° Regimiento Ligero Antiaéreo (v), 252° Regimiento Mixto Antiaéreo (v), 295° Regimiento Mixto Antiaéreo (v), II./52° Regimiento Antiaéreo (motorizado mixto), Sw.469 (v) y Sw.559 (v).
- 1 de febrero de 1944: en Dunkerque bajo la 16° División Antiaérea, con 252° Regimiento Mixto Antiaéreo (v), 295° Regimiento Mixto Antiaéreo (v), II./52° Regimiento Antiaéreo (motorizado mixto) y 415° Regimiento Ligero Antiaéreo (v).
- 1 de marzo de 1944: en Dunkerque bajo la 16° División Antiaérea, con II./52° Regimiento Antiaéreo (motorizada mixta), 252° Regimiento Mixto Antiaéreo (v), 295° Regimiento Mixto Antiaéreo (v), 415° Regimiento Ligero Antiaéreo (v), 765° Regimiento Ligero Antiaéreo (v) y Scheinw.Ausbst. Antwerpen.
- 1 de abril de 1944: en Dunkerque bajo la 16° División Antiaérea, con 276° Regimiento Mixto Antiaéreo (v), 314° Regimiento Mixto Antiaéreo (v), 652° Regimiento Mixto Antiaéreo (v), 671° Regimiento Pesado Antiaéreo (v), 732° Regimiento Ligero Antiaéreo (v), 773° Regimiento Ligero Antiaéreo (v) y 10015° Batería Pesada Antiaérea z.b.V.
- 1 de mayo de 1944: en Dunkerque bajo la 16° División Antiaérea, con 276° Regimiento Mixto Antiaéreo (v), 314° Regimiento Mixto Antiaéreo (v), 552° Regimiento Mixto Antiaéreo (v), 671° Regimiento Pesado Antiaéreo (v), 732° Regimiento Ligero Antiaéreo (v), 555° Regimiento Pesado Antiaéreo (v), 652° Regimiento Mixto Antiaéreo (v) y 98° Regimiento Mixto Antiaéreo (motorizado).
- 1 de junio de 1944: en Dunkerque bajo la 16° División Antiaérea, con 276° Regimiento Mixto Antiaéreo (v), 314° Regimiento Mixto Antiaéreo (v), 552° Regimiento Mixto Antiaéreo (v), 652° Regimiento Mixto Antiaéreo (v) y 555° Regimiento Pesado Antiaéreo (v).
- 1 de julio de 1944: en Dunkerque(?) bajo la 20° Brigada Antiaérea (16° División Antiaérea), con 671° Regimiento Pesado Antiaéreo (v), 744° Regimiento Ligero Antiaéreo (v), 314° Regimiento Mixto Antiaéreo (v), 552° Regimiento Mixto Antiaéreo (o), 9998° Batería Pesada Antiaérea z.b.V. (v) y 12600° Batería Pesada Antiaérea z.b.V. (bmot).
- 1 de agosto de 1944: en Dunkerque(?) bajo la 20° Brigada Antiaérea (16° División Antiaérea), con 314° Regimiento Mixto Antiaéreo (v), 552° Regimiento Mixto Antiaéreo (o), 671° Regimiento Pesado Antiaéreo (v) y 800° Regimiento Ligero Antiaéreo (v).
- agosto de 1944: Retirada de Francia bajo la 20° Brigada Antiaérea (16° División Antiaérea).
- 1 de septiembre de 1944: bajo la 20° División Antiaérea (16° División Antiaérea, XIV Comando Aéreo), con 314° Regimiento Mixto Antiaéreo (v), 552° Regimiento Mixto Antiaéreo (o), 671° Regimiento Pesado Antiaéreo (v) y 880° Regimiento Ligero Antiaéreo (v).
- 1 de octubre de 1944: bajo la 16° División Antiaérea sin unidades adheridas.
- 1 de noviembre de 1944: bajo la 16° División Antiaérea con 252° Regimiento Mixto Antiaéreo (o), 415° Regimiento Ligero Antiaéreo (v), 598° Regimiento Mixto Antiaéreo (v), 665° Regimiento Mixto Antiaéreo (o), 847° Regimiento Ligero Antiaéreo (v).
- 1 de diciembre de 1944: bajo la 16° División Antiaérea con 252° Regimiento Mixto Antiaéreo (o), 469° Regimiento Mixto Antiaéreo (v), 716° Regimiento Ligero Antiaéreo (v).
- 1945: el VI Comando Administrativo Aéreo.